# موداک
موداک (انگلیسی: MODOK یا M.O.D.O.K.؛ یک سرواژه از Mental/Mobile/Mechanized Organism Designed Only for Killing) یک شخصیت خیالی است که در کتاب‌های کمیک آمریکایی منتشر شده توسط مارول کامیکس ظاهر می‌شود.
جورج تارلتون نخستین موداک است، که به عنوان کارمند سابق شرکت اَدوَنسد آیدیا مکانیزم (اختصاری AIM)، یک سازمان تجارت اسلحه و متخصص در سلاح‌های آینده، تحت آزمایش‌های پزشکی جهش‌زایی قابل‌توجهی قرار می‌گیرد که در اصل برای افزایش هوش او طراحی شده بودند. این آزمایش‌ها در حالی که موفقیت‌آمیز بودند باعث شدند که سر او به طرز عجیبی توسعه‌یافته و بدنی کوتاه‌قد پیدا کند، که ظاهر مشهور شخصیت با استفاده از صندلی شناور برای تحرک را باعث می‌شود. پس از آزمایش‌ها، او خالقان خود را می‌کشد و کنترل AIM را در دست می‌گیرد. پس از جدا شدن تارلتون از موداک، موجود مستقل جدید خود را موداک سوپریر (انگلیسی: MODOK Superior) می‌نامد و به دشمن اصلی گوئن پول تبدیل می‌شود. موداک که در عصر نقره‌ای کتاب‌های کمیک برای اولین بار حضور داشت، در بیش از چهار دهه تداوم مارول ظاهر شد و در مجموعه‌های محدود اتحاد ابرشرورها جلد ۱–۵ (سپتامبر تا دسامبر ۲۰۰۸)، موداک: تأخیر سلطنت جلد ۱ (۲۰۰۹) و موداک بازی‌های سر (دسامبر ۲۰۲۰ - آوریل ۲۰۲۱)، که به عنوان تبلیغ برای یک مجموعه پویانمایی با نام خودش (۲۰۲۱) منتشر شد که موداک در آن توسط پتن اسوالت صداپیشگی شده‌است.
تجسم اصلی موداک برای نخستین بار در دنیای سینمایی مارول به عنوان آنتون ایوانف / دِ سوپریر با نقش‌آفرینی زاک مک‌گاون در طول فصل چهارم و پنجم سریال مأموران شیلد (۲۰۱۷–۲۰۱۸) ظاهر شد‌. تصویر دیگری از این شخصیت در فیلم مرد مورچه‌ای و زنبورک: شیدایی کوانتومی (۲۰۲۳) ظاهر شد.
فهرست آی‌جی‌ان از ۱۰۰ فرد شرور برتر کتاب‌های کمیک تمام دوران، موداک را در رتبه صدم قرار داد.

## یادداشت
1. ↑  ارگانیسم روانی/متحرک/ماشینی طراحی شده فقط برای کشتن